# Jassolidia
Jassolidia  (лат.) — род прыгающих насекомых из семейства цикадок (Cicadellidae). Южная Америка. Длина 7-8 мм (самки крупнее). Скутеллюм крупный, его длина больше длины пронотума. Голова крупная (широко округлённая спереди), отчётливо уже пронотума; лоб широкий и короткий. Глаза относительно крупные; глаза полушаровидные. Клипеус длинный и узкий. Эдеагус длинный и тонкий. Сходны по габитусу с Calodicia, отличаясь деталями строения гениталий. Род включают в состав подсемейства Coelidiinae.
- Jassolidia munda Stål 1862 — Бразилия typus
  - =Coelidia munda Stål
  - =Jassus mundus (Stâl)